# Hoplammophila anatolica
Hoplammophila anatolica là một loài côn trùng cánh màng trong họ Sphecidae, thuộc chi Hoplammophila. Loài này được de Beaumont miêu tả khoa học đầu tiên năm 1960.